# Люташин, Андрей Александрович
Андре́й Алекса́ндрович Люта́шин (укр. Андрій Олександрович Люташин, позывной — Лютик; 15 ноября 1974, Мукачево — 8 марта 2022) — украинский военный лётчик, майор, участник российско-украинской войны. Герой Украины (11 апреля 2022, посмертно).

## Биография
Родился 15 ноября 1974 года. После школы в 1991 году после распада СССР поступил в Черниговское авиационное училище лётчиков. Окончил учёбу в 1995 году, когда её закрыли. Далее служил в Умани Черкасской области. Впоследствии в Борисполе Киевской области 10 лет проработал пилотом инструктором и обучал курсантов. Андрей решил вернуться к гражданской жизни, но когда в 2014 году началась война на востоке Украины, он пошёл служить в 40-й бригаде тактической авиации. Служил в должности начальника службы воздушно-огневой и тактической подготовки 40-й бригады тактической авиации.
24 февраля 2022 года, по заявлению Офиса Президента Украины, Андрей Люташин вывел самолёт МиГ-29 из-под авиационного ракетного удара; участвовал в групповом бою, во время которого удалось не допустить нанесения ударов с воздуха и был уничтожен российский самолёт Су-30. В марте 2022 года, по заявлению Офиса Президента Украины, Андрей Люташин принимал участие в авиационной поддержке подразделений Сухопутных войск ВСУ в боях на подступах к Киеву, где маневрируя в зоне поражения ПВО противника, ракетным ударом уничтожил три БМП. 8 марта 2022 года его самолёт был обстрелян ракетами и сбит, лётчик не успел катапультироваться и погиб.
7 апреля 2022 года похоронен в Мукачево Закарпатской области.

## Награды
- Звание «Герой Украины» с удостоением ордена «Золотая Звезда» (11 апреля 2022, посмертно) — за личное мужество и героизм, проявленные в защите государственного суверенитета и территориальной целостности Украины, верность военной присяге[3].

## Память
В апреле 2022 года его именем назвали улицу в Мукачево. В ноябре 2023 года открыт памятник в селе Березовка на Киевщине.